# Tongren
Tongren (chiń. 铜仁; pinyin Tóngrén) – miasto o statusie prefektury miejskiej w południowych Chinach, w prowincji Kuejczou. W 1999 roku prefektura liczyła 3 574 662 mieszkańców.
W listopadzie 2011 roku przekształcono prefekturę Tongren w miasto na prawach prefektury.